# Aruba zászlaja
Aruba zászlaja Aruba egyik nemzeti jelképe.
A zászlót 1986. január 1-jén adoptálták.
A kék szín a Karib-tengerre és az égre utal. A csillag Aruba szimbóluma (vörös talajával és fehér homokos tengerpartjával). 
A csillag négy ága az itt beszélt négy fő nyelvet képviseli (papiamento, holland, spanyol és angol), valamint az iránytű négy fő irányát, arra emlékeztetve, hogy a sziget lakói a világ minden tájáról érkeztek ide, hogy egységes, erős népet alkossanak. A sávok a Napot és a turizmust, továbbá a sziget ásványkincseit szimbolizálják.